# Ludwik Baldwin-Ramułt
Ludwik Izajasz Baldwin-Ramułt (ur. 6 lipca 1857 w Tarnowie, zm. 22 maja 1929 we Lwowie) – polski architekt, działacz społeczny, porucznik Wojska Polskiego.

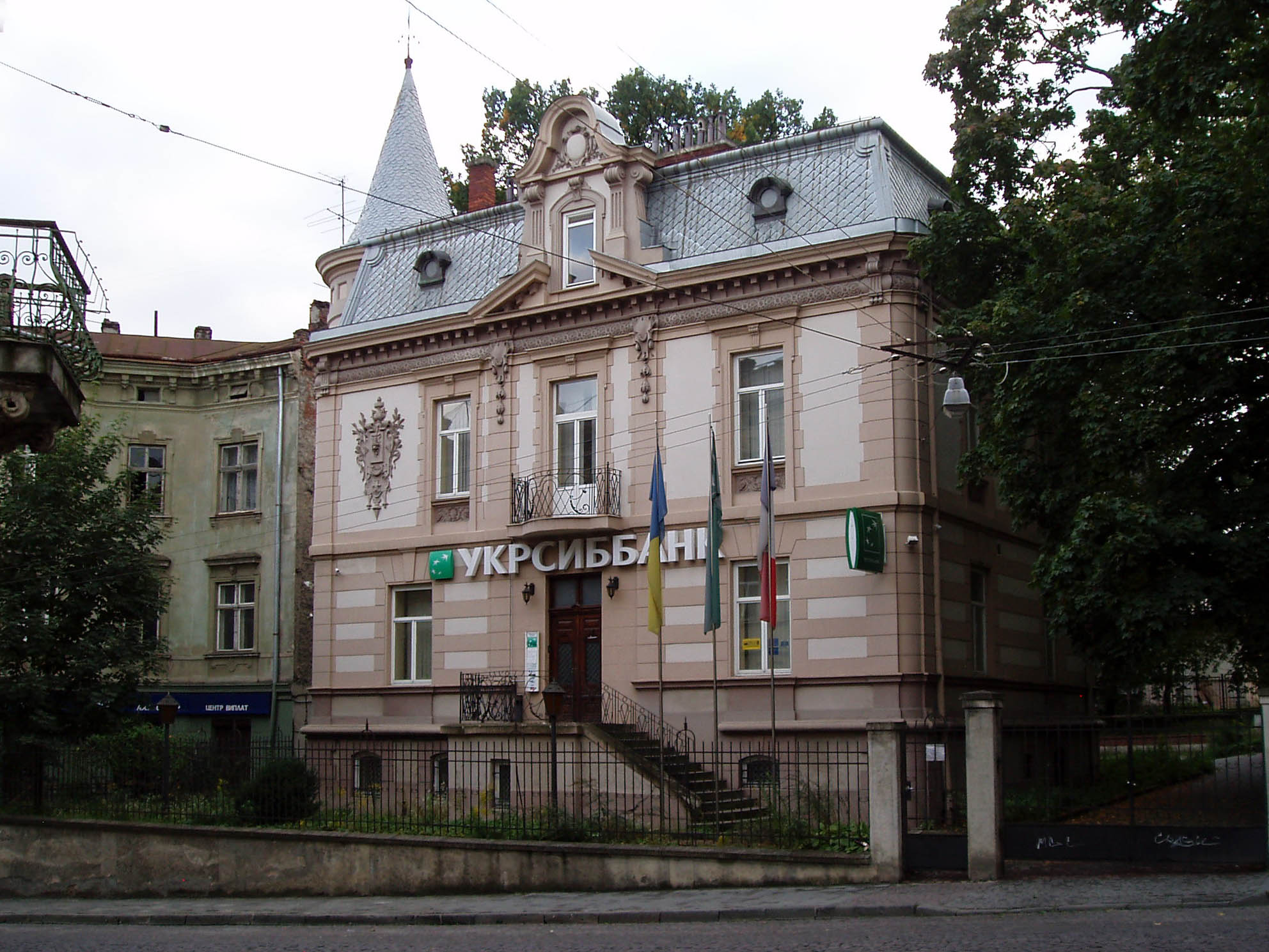
Willa przy ulicy Zofii Chrzanowskiej (obecnie Michaiła Werbickiego 6), Lwów

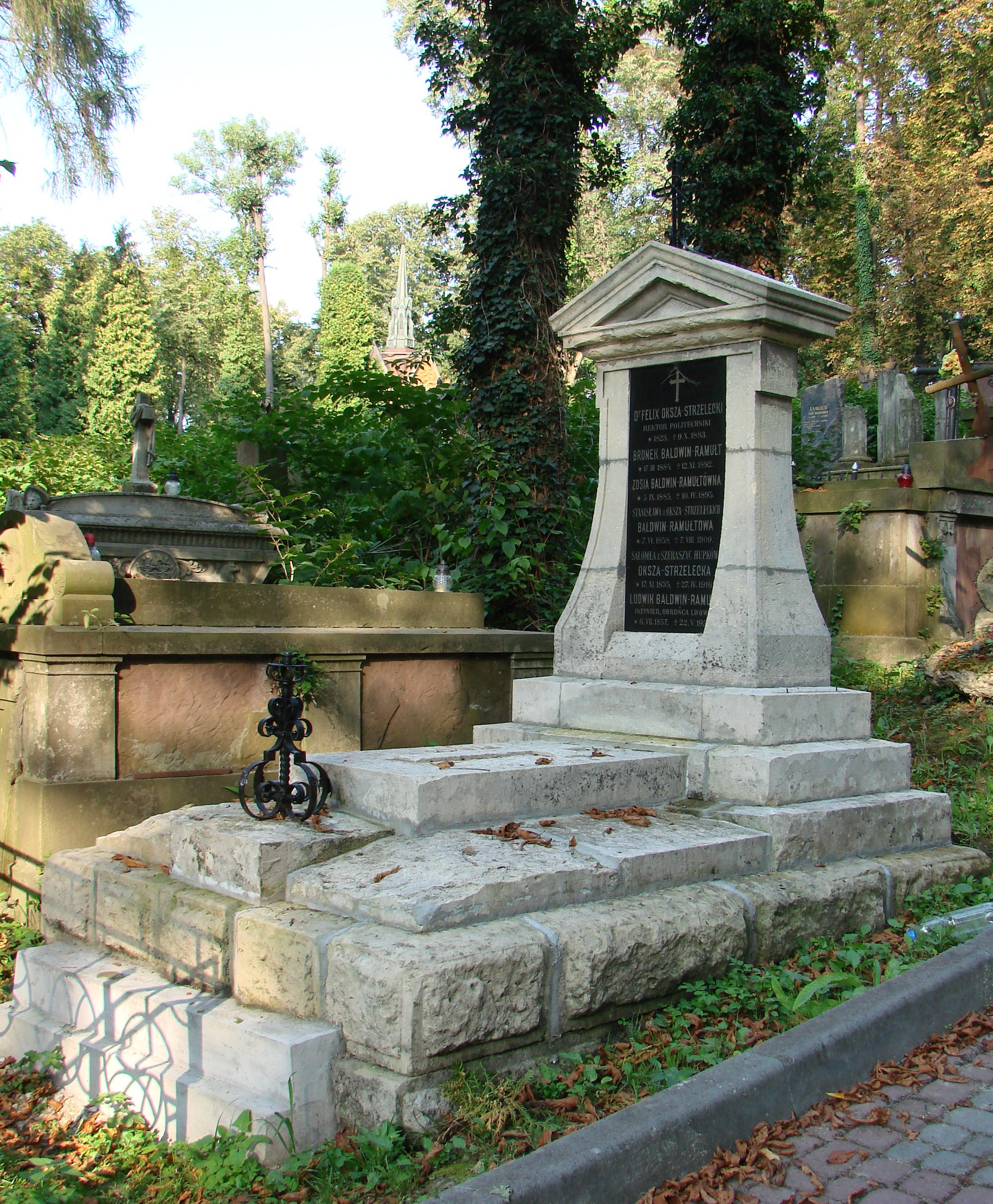
Grobowiec Ludwika Baldwina Ramułta

## Życiorys
Urodził się w rodzinie ziemiańskiej, jego rodzicami byli Bronisław i Zofia z Rupniewskich. Po ukończeniu tarnowskiego gimnazjum rozpoczął naukę w Akademii Wojskowej, gdzie uczył się technik artylerii. Po ukończeniu nauki służył w 40 pułku piechoty armii austriackiej, a następnie wystąpił z niego i rozpoczął studia na Wydziale Architektury Szkoły Politechnicznej we Lwowie. W 1881 wstąpił do lwowskiego Towarzystwa Politechnicznego, a rok później ukończył naukę z wyróżnieniem. Uczestniczył w konkursie na projekty budynków szkolnych i zajął pierwsze miejsce, a następnie został asystentem profesora w Szkole Inżynierskiej we Lwowie. Równolegle pracował w Wydziale Budownictwa przy lwowskiej radzie miasta. W 1890 otrzymał uprawnienia do pracy architekta, a następnie założył biuro projektowo-architektoniczne z Julianem Cybulskim. Wspólnie zaprojektowali i wybudowali budynki, które powstały przy głównych ulicach Lwowa. Ich biuro nadzorowało budowę Greckokatolickiego Seminarium Duchownego (projekt Sylwestr Hawryszkewycz), Pałacu Potockich (projekt Louis Dauvergne zmodyfikowany przez Juliana Cybulskiego). Był członkiem rady miasta, a także był prezesem Związku Architektów we Lwowie oraz przewodniczącym koła literacko-artystycznego. Ludwik Baldwin-Ramułt został wybrany na członka Rady Państwa w Wiedniu, odpowiadał za budowę dróg wodnych, równocześnie pełnił funkcję delegata Towarzystwa Wzajemnych Ubezpieczeń w Krakowie. 
Po powrocie do Galicji zakupił majątek w Dwerniku, jego właścicielem wraz z Dwerniczkiem. Projektował obiekty budowane okolicznych wsiach i miasteczkach. Został wybrany na marszałka powiatu liskiego i pełnił tę funkcję przez czternaście lat, w 1902 otrzymał honorowe obywatelstwo Ustrzyk Dolnych.
Podczas I wojny światowej przebywał w Grazu, gdzie zorganizował i prowadził ośrodek dla polskich uchodźców. Po wybuchu wojny polsko-ukraińskiej będąc w stopniu porucznika był dowódcą sztabu, pełnił funkcję zastępcy komendanta miasta Lwowa (również podczas obrony Lwowa). Za swoje zaangażowanie został odznaczony OH „Orlęta” i Krzyżem Obrony Lwowa z Mieczami. Od 1922 był pracownikiem gabinetu prezesa Najwyższej Izby Kontroli, a następnie prezesem międzyresortowej komisji do spraw badań nad gospodarowaniem zasobami lasów państwowych. 
Jego pierwszą żoną była Stanisława (1858–1909), córka Feliksa Strzeleckiego. 2 lutego 1919 w Bykowcach poślubił tamtejszą właścicielkę ziemską, wdowę Stanisławę Tarnawiecką (1864–1923, córka Rudolfa Schwarza). Po przejściu na emeryturę powrócił do Lwowa, gdzie zmarł w 1929. Został pochowany na Cmentarzu Łyczakowskim we Lwowie.

## Wybrany dorobek architektoniczny
- Neogotycko-neoromański kościół pw. św. Katarzyny w Milczycach, współautor Julian Cybulski (1886–1887), obecnie cerkwie pw. św. Dymitra;
- Rozbudowa gmachu Akademii Rolniczej w Dublanach współautor Adolf Minasiewicz (1888);
- Fabryka tytoniu w Winnikach;
- Willa własna przy ulicy Zofii Chrzanowskiej we Lwowie (obecnie ul. Michaiła Werbickiego 4) z fasadą naśladującą romantyczne rezydencje angielskie (1890);
- Willa pisarza J. K. Zielińskiego przy ulicy Zofii Chrzanowskiej we Lwowie (obecnie ul. Michaiła Werbickiego 6) w stylu francuskiego neorenesansu (1891);
- Pawilon Panoramy Racławickiej na Powszechnej Wystawie Krajowej we Lwowie (1894);
- Kompleks zabudowań szpitalnych dla nieuleczalnie chorych przy ulicy Bilińskich we Lwowie (obecnie ul. Stepana Smal-Stockiego) fundacji Antoniego i Walerii Bilińskich, współautorzy Jan Lewiński, Józef Kajetan Janowski i Ignacy Brunek (1891-1897);
- Kamienice przy ulicy Leona Sapiehy we Lwowie (obecnie ul. Stepana Bandery 9 i 91-93), odpowiednio (1889) i (1891);
- Budynek szkolny przy ulicy św. Zofii 31 we Lwowie (obecnie ul. Iwana Franki 119), zakład dla niewidomych ufundowali Jerzy Czartoryski i Stanisław Mycielski, początkowo mieścił się przy ulicy Łyczakowskiej 37. Przy ulicy św. Zofii powstał w klasycystyczny budynek z elementami typu zakopiańskiego, współautor Józef Kajetan Janowski (1900);
- Rozbudowa fabryki Karola Pietscha przy ulicy Żółkiewskiej 11 we Lwowie (od 1913 lwowski oddział krakowskich Zakłady Budowy Maszyn i Aparatury im. Ludwika Zieleniewskiego (Zieleniewski i Fitzner-Gamper S.A.)) (1900);
- Zespół secesyjnych kamienic przy ulicy św. Zofii 40-48 we Lwowie (obecnie ul. Iwana Franki 124-132), każda z nich posiada indywidualne cechy swojej epoki (zdobienia elewacji Józef Szebest) (1907);
- Kamienica przy Alejach Akademickich we Lwowie (obecnie prospekt Szewczenki 23) (1909)